# تیم ملی فوتبال زنان لیبریا
تیم ملی فوتبال زنان لیبریا نماینده لیبریا در مسابقات بین‌المللی فوتبال زنان است. این تیم تحت مدیریت اتحادیه فوتبال لیبریا به فعالیت می‌پردازد.